# Некрэктомия
Не́крэктоми́я — хирургическое вмешательство с целью удаления нежизнеспособных тканей (некроза или гангрены) — обычно подразумевает операцию на мягких тканях туловища и конечностей, может применяться термин ампутация, экзартикуляция. Собственно некрэктомия подразумевает удаление зоны некроза в пределах здоровых тканей. Может быть первым этапом (подготовка к заживлению раны) в процессе пластической коррекции трофических язв.